# Stenosphenus rufipes
Stenosphenus rufipes är en skalbaggsart som beskrevs av Bates 1872. Stenosphenus rufipes ingår i släktet Stenosphenus och familjen långhorningar.
Artens utbredningsområde är Nicaragua. Inga underarter finns listade i Catalogue of Life.